# Шиньша
Шиньша́ (рос. Шиньша, марій. Шеҥше) — село у складі Моркинського району Марій Ел, Росія. Адміністративний центр Шиньшинського сільського поселення.

## Населення
Населення — 1165 осіб (2010; 1247 у 2002).
Національний склад (станом на 2002 рік):
- марі — 95 %